# Casa del Pueblo (Paraguay)
Casa del Pueblo es como se conoce en Paraguay a la sede del Partido Revolucionario Febrerista. Se encuentra en el Barrio  General Díaz de Asunción, ubicado sobre la calle Manduvirá N.º 552 entre las calles 14 de mayo y 15 de agosto.
En las ciudades del interior del país, también existen varias Casas del Pueblo. Inclusive se encuentran en varios barrios de una misma ciudad.
Existen antecedentes de una Casa del Pueblo, creada por los militantes del Partido Socialista Revolucionario, en 1917, donde realizaban sus actividades los miembros de este partido. Con la desaparición de dicha agrupación, y años después con la fundación del PRF, la Casa del Pueblo se convertiría finalmente en la sede de la socialdemocracia en el Py.